# Henry Millán
Henry Millán González (Palmira, 18 de noviembre de 1951-Florencia, 7 de diciembre de 1993) fue un político, dirigente y fundador de la Unión Patriótica, Juventud Comunista Colombiana en el departamento del Caquetá.

## Biografía
Fue miembro del comité central del Partido Comunista Colombiano (PCC), representante del departamento de Caquetá en la Cámara de Representantes entre 1986-1990, vicepresidente a la Asamblea Departamental del Caquetá y Candidato a la alcaldía de Florencia Caquetá.
Millán González fue consejero intendencial y diputado; conformó la comisión de paz de la Cámara de Representantes y a nivel regional gestionó el acuerdo de paz de Santa Fe del Caguán. Henry Millán González renunció al PCC por orientaciones del comité central, en el cual Henry junto a Luis Hernando Romero Rodríguez tenían que crear y fundar el Movimiento Político Causa Popular, pero este movimiento político no alcanzó tener personería jurídica, ya que Luis Hernando Romero Rodríguez fue desaparecido en mayo de 1994.

## Asesinato
Millán González fue asesinado el 7 de diciembre de 1993 en la plaza de mercado de Florencia (Caquetá), con 3 impactos de bala en la cabeza. Millán era padre de cuatro hijos.
El crimen ocurrió 12 días después del asesinato del dirigente nacional de la UP y director nacional del Partido Comunista Miller Chacón. Ambos asesinatos fueron desarrollados en el marco del Plan Golpe de Gracia, el cual había sido denunciado un meses antes. 
Nueve días después, el 16 de diciembre, la dirección nacional de la Unión Patriótica y el Partido Comunista, junto con el Colectivo de Abogados José Alvear Restrepo, la Corporación Reiniciar y la Comisión Colombiana de Juristas presentaron demanda contra el Estado colombiano por el exterminio de la UP ante la Comisión Interamericana de Derechos Humanos, el cual dio fallo condenatorio contra la nación en 2023.